# برندان سميث (قس)
برندان سميث (بالإنجليزية: Brendan Smyth)‏ (8 يونيو 1927 - 22 أغسطس 1997)، قس كاثوليكي اكتسب سمعة سيئة بسبب اعتدائه على الأطفال، وذلك باستغلال منصبه في الكنيسة للحصول على ضحاياه. خلال فترة تزيد على 40 عاما، قام سميث بالاعتداء الجنسي والاعتداء غير الأخلاقي على أكثر من 100 طفل في مؤسسات رعاية الأطفال في بلفاست ودبلن والولايات المتحدة. الجدل المحيط بقضيته أسفرت عن سقوط حكومة أيرلندا في ديسمبر كانون الأول عام 1994.

## النشأة والرهبانية
ولد جون جيرارد سميث في بلفاست، أيرلندا الشمالية، أقدم على الانضمام إلى النظام الديني في الكنيسة الكاثوليكية عام 1945، وغير اسمه إلى بريندان. وكان سميث ينتقل من رعية إلى رعية، وبين الأبرشيات وحتى البلدان عندما يكتشف أمره وتكون هناك عليه ادعاءات بالاعتداء الجنسي على الأطفال. وفي بعض الحالات، فإن النظام لا يبلغ أسقف الأبرشية أن سميث كان له تاريخ في الاعتداء الجنسي وينبغي أن يظل بعيدا عن الأطفال. وقد اعتدى على الأطفال في الأبرشيات في رود ايلاند ونورث داكوتا في الولايات المتحدة ويشتبه في ضلوعه في أعمال مماثلة بينما كان في العمل الرعوي في ويلز وإيطاليا. والد برونو موهيفيل له عدة محاولات لتنبيه السلطات الكنيسة عن الإساءة التي يرتكبها سميث.

## اعتقاله عام 1994
أول إدانة لسميث بعد إبلاغ الشرطة لسوء المعاملة له من أربعة أشقاء في بلفاست. بعد إلقاء القبض عليه في عام 1991، فر إلى جمهورية أيرلندا، حيث قضى السنوات الثلاث القادمة، واثر البقاء في الغالب في دير كيلناكروت. وأدى ذلك إلى انهيار حزب العمل وفشل الحكومة الائتلافية عند التعامل مع طلب التسليم من شرطة ألستر الملكية من قبل النائب العام وأدى ذلك إلى مزيد من التأخير في محاكمة سميث.

## وفاته
توفي سميث في عمر 70 سنة في السجن نتيجة أزمة قلبية في عام 1997، أي بعد أربع سنوات وشهر واحد من عقوبة السجن التي كانت سبعة سنين. عقدت جنازته قبل الفجر وغلف قبره بالخرسانة لمنع تخريبه. دفن في دير كيلناكروت، والتي وضعت في وقت لاحق للبيع بما في ذلك القبر.
يوم 27 أكتوبر 2005، قام واحد من ضحايا سميث بعملية ازالة حجر القبر وازالة عنوان «القس» من الضريح.

## التحقيقات في وقت لاحق
في عام 2010 خلف الدالي وكبير اساقفة الكنيسة الكاثوليكية واجه ارغام، كاردينال شون برادي، كي يواجه «ضغوطا هائلة على الاستقالة» بعد أن اعترف بأن في عام 1975 انه شاهد اثنين من الفتيان في سن المراهقة يؤدون قسم بعدم أخبار أحد بعد الإدلاء بشهادتهما في التحقيق الذي تجريه الكنيسة ضد سميث. شهدت مجموعات من الناجين من الاعتداءات الجنسية للأب سمث بوجود هذا التواطؤ، ولكن برادي وقال «لم يكن لديه السلطة» الكافية على القس سميث. يوم 17 مارس عام 2010، دعى النائب الأول لوزير أيرلندا الشمالية، مارتن ماكغينيس، برادي إلى الاستقالة.

## اقرأ أيضًا
- حالات الاعتداء الجنسي الكاثوليكية.
- دعوى قضائية ضد البابا.
- تقرير مورفي.
- فالتر ميكسا.